# 大分市立稙田西中学校
大分市立稙田西中学校（おおいたしりつ わさだにしちゅうがっこう）は、大分県大分市大字田原にある公立中学校。

## 概要
大分市稙田支所管内（1963年まで大分郡大分町）の中学校は長らく稙田中学校、賀来（かく）中学校の2校であったが、1960年代以降、郊外の住宅団地（1戸建主体）の開発が相次ぎ、稙田中学校からの分離が相次いだ。
稙田西中学校は、1978年（昭和53年）4月1日に大分市立稙田中学校から分離・開校。
校区には富士見が丘、緑が丘、寿団地（住居表示は小野鶴南）といった大団地をかかえている。
また由布市との境、鬼崎（おにざき）まで校区である。

## 通学区域
- 大分市立横瀬小学校通学区

横瀬の一部、田原の一部、富士見が丘東一丁目～五丁目、富士見が丘西一丁目～四丁目
- 大分市立横瀬西小学校通学区

鬼崎、横瀬の一部、緑が丘一丁目～五丁目
- 大分市立稙田小学校通学区

田原の一部、小野鶴の一部、小野鶴南一丁目・二丁目
- 大分市立宗方小学校通学区

小野鶴の一部

## アクセス
- JR九州久大本線豊後国分駅から徒歩30分（これを利用する人は殆どいない）
- 大分バス「稙田西中学校前」停留所下車すぐ

## エピソード
- 学級委員長（男女各1名）を「中央委員」、その会議を「中央委員会」と言う。生徒会長・副会長（各学年・男女各1名･計6名）は生徒全員の投票で選ばれる。
- 1980年代には中間･期末テストの問題を印刷業者に発注。テスト印刷代（中間200円･期末300円位）を学級費から徴収していた。これは当時ワープロが普及しておらず、手書き・和文タイプライターで作成するのが難しかったためである。これは近隣の中学校でもそうだったらしく、当時のテスト問題には「稙田西中」と印刷されていた。また1980年代には免許外担任（教員免許状に記載されていない教科を担当する事）が珍しくなく、特に3年の実技教科に顕著であった。
- 校歌に「稙田西」の文句がない。これは作詞を外部の人が行ったためである（作曲は当時音楽担当で後教頭になった伊勢敏郎）。
- 給食は自校方式ではないが「給食センター」が隣接している。
- ナイター施設があり、市民に開放されている。

## 著名な出身者
- 河野貴輝（実業家、ティーケーピー創業者）